# Judas de Jerusalén
Judas Kyriakos, también conocido popularmente como Judas de Jerusalén, fue el bisnieto de Judas, el hermano de Jesús, y el último obispo judío de Jerusalén, según Epifanio de Salamina y Eusebio de Cesarea.
Aunque no se conoce el inicio de su periodo como obispo de Jerusalén, se dice que Judas vivió después de la revuelta de Bar Kojba (132-136), hasta aproximadamente el undécimo año de Antonino Pío (c. 148), aunque Marcos de Jerusalén, decimosexto obispo de Jerusalén, fue nombrado obispo de Aelia Capitolina en 135 por el metropolitano de Cesarea.